# Barbosa (Antioquia)
Barbosa è un comune della Colombia facente parte del dipartimento di Antioquia.
Il centro abitato venne fondato a seguito di un decreto emesso il 25 agosto 1795 del governatore dell'allora Provincia di Antioquia José Felipe Inciarte.